# Sông Cầu (xã)
Sông Cầu là một xã thuộc huyện Khánh Vĩnh, tỉnh Khánh Hòa, Việt Nam.
Xã Sông Cầu có diện tích 25,13 km², dân số năm 1999 là 929 người, mật độ dân số đạt 37 người/km².